# 美菊湖
美菊湖位于中国西藏自治区那曲市双湖县境内，地处双湖县北部，昆仑山与可可西里山之间的断陷盆地内。湖面海拔4840米，面积13.4平方公里。湖区气候干寒，年均气温-4℃，年降水量约100毫米。湖水主要靠地表径流补给。